# 越南临时中央政府
越南临时中央政府（越南语：／）在第一次印度支那战争期间于越南宣告成立。该政府作为取代东京（北部）和安南（中部）两个保护国的过渡政府而建立，一直持续到南圻（南部，又称交趾支那）与之合并。

## 历史
1948年6月5日，《下龙湾协定》（Accords de la baie d'Along）许诺创建统一的越南政府以取代法兰西联盟所属的东京（北部）和安南（中部），以及印度支那联邦（后者包含相邻的老挝王国和柬埔寨王国）。
然而就在双方同意南圻（越南南部）与东京和安南合并的时候，那里的情况却与前两地有所不同，并且保持分治。而法国人所期望能出山取代胡志明的逊帝保大，坚持越南全境应该在他就任国家元首之前就统一。时任南圻政府首脑的阮文春将军与保大的支持者签订协议，并成为新成立的临时中央政府的首脑，而南圻政府首脑则由陈文友接替。即使越南尚未统一，并且未取得自治地位，法国首次同意协定中使用“独立”一词。
临时中央政府存在的那一年时间里作用很有限，并被越盟批判为傀儡政府。阮文春的政府能在越南北部和中部建立几个行政单位，但完全受制于法国，因为最初没有军队和警察，不像南圻政府那样能得到税收，没有财政来源。印度支那战争爆发的时候，临时中央政府被认为几乎没有作用。同样，法国政府机关在东京和安南仍然存在，并且常常很不情愿对越南新政府放弃权力。
此外，越南的统一仍然受南圻的地位所阻碍：法国殖民者在南圻议会中仍然存在且具有影响力，还有南越自治派政治人物的支持，南圻在法律上仍然是殖民地，由于其地位是“自治共和国”，成立于1946年，未获法国国民议会批准，而正因如此任何统一的进程都会得到法国议会的批准。阮文春试图通过章程将南圻与他的政府统一，但被殖民地的议会所否决。陈文友的政府因此仍然存在，而且越南有了两个法国支持的政府，一个宣称对全国拥有主权，另一个在治理南部地区。
临时政府逐渐获得了建立军队的权力。1949年1月1日，越南国军在法国帮助下建立。该军队最初有25,000人的兵力，包括10,000人的非正规军。
越南的地位在那一年里仍然悬而未决，由于保大直到全国统一前都拒绝返回越南出任国家元首。最终，法国国民议会投票通过法案以创建南圻地方议会来取代之前的议会。新的议会于1949年4月10日选举产生，越南人占据多数。4月23日，南圻议会通过与临时政府的合并，5月20日再获法国国民议会通过。6月4日，南圻与“越南国的属地”正式合并，之后越南国于7月2日宣告成立。

## 内阁成员
- 总理：阮文春
- 副总理：陈文友
- 司法部长：阮克卫
- 礼部及教育部长：阮科全
- 经济及财政部长：阮中荣（Nguyễn Trung Vinh）
- 通信部长：潘輝旦（Phan Huy Đán）
- 农耕部长：陳善鐄（Trần Thiện Vàng）
- 卫生部长：邓有志（Đặng Hữu Chí）
- 公共工程部长：阮文玺（Nguyễn Văn Tỷ）
- 国防部长：陳光榮
- 副总理办公室总长：丁春廣
- 北圻国务卿：嚴春善
- 中圻国务卿：潘文教
- 南圻国务卿：黎文划